# Rawat (Kirgisistan)
Rawat (kirgisisch Рават) ist ein Dorf in Kirgisistan mit 2809 Einwohnern (Stand 2024).

## Geographie
Das Dorf liegt im Rajon Batken des Oblus Batken. Es ist der Landgemeinde Ak-Tatyr untergeordnet. Das Dorf liegt im zentralen Teil des Oblus in einer Entfernung von etwa 56 Kilometern (Luftlinie) südwestlich der Stadt Batken, dem Verwaltungszentrum des Oblus und des Rajons.

## Bevölkerung
| Jahr | Einwohner |
| ---- | --------- |
| 2009 | 1993      |
| 2015 | 2370      |
| 2024 | 2809      |

Anmerkung: 2009 Volkszählungsdaten, 2015–2024 Fortschreibung